# Коган, Леонид Ефимович
Леони́д Ефи́мович Ко́ган (род. 21 марта 1973, Ленинград) — российский лингвист и востоковед, доктор филологических наук, заместитель директора Института классического Востока и античности, заведующий кафедрой истории и филологии Ближнего Востока, профессор факультета гуманитарных наук Национального исследовательского университета «Высшая школа экономики».

## Биография
Родился в 1973 году в еврейской семье в Ленинграде и провел там первые 23 года жизни. Отец - композитор родом из Баку Тимур Коган, мать балерина Наталья Барская.
В 1990 году окончил школу рядом с домом и поступил в Педагогический институт имени Герцена на испанское отделение, два года учился на преподавателя испанского языка.
Через два года перевелся в Санкт-Петербургский государственный университет.
В 1996 году окончил отделение семитологии восточного факультета СПбГУ, специальность «Востоковедение. Африканистика».
С 1996 года на преподавательской работе в ИВКА РГГУ.
В 2001 году защитил диссертацию на соискание ученой степени кандидата филологических наук на тему: «Фаунистическая лексика древнееврейского и других семитских языков».
С 2002 года — заведующий кафедрой истории и филологии Древнего Востока в ИВКА РГГУ.
С 2017 года работает в НИУ ВШЭ.
В 2020 году в НИУ ВШЭ защитил диссертацию на английском языке на соискание ученой степени доктора филологических наук на тему: «Генеалогическая классификация семитских языков в свете лексических изоглосс = Genealogical Classification of Semitic: The Lexical Isoglosses».
Научные интересы связаны с исторической грамматикой аккадского языка (в первую очередь ранних периодов), сравнительной лексикографией и этимологией семитских языков, синхронным и диахронным описанием современных южноаравийских языков, также, Ветхий Завет и его мир, сравнительное семитское языкознание.
Автор более 250 публикаций

## Достижения и поощрения
- 2015 год — лауреат премии Берлинско-Бранденбургской Академии Наук за выдающиеся исследовательские достижения ученых Восточной Европы
- Лучший преподаватель – 2023 год
- Персональная надбавка ректора (2019—2021)
- Надбавка за защиту докторской диссертации (2020—2023)
- Надбавка за публикацию в международном рецензируемом научном издании (2022—2023, 2021—2022, 2020—2021, 2018—2019)
- Надбавка за регулярные публикации в международных рецензируемых научных изданиях (2023—2028)
- Победитель Конкурса лучших русскоязычных научных и научно-популярных работ работников НИУ ВШЭ – 2024, 2023, 2022

## Научные труды
- Studia semitica / Ed. by Leonid Kogan. - Москва, 2003 (Тип. РГТУ). - 484 с.; 22 см. - (Orientalia: Papers of the Oriental inst./ Russ. state univ. for the humanities; Iss. 3).; ISBN 5-7281-0690-0 (в обл.)
- Babel und Bibel 1 Ancient Near Eastern, Old Testament and Semitic Studies / Ed. by L. Kogan. Winona Lake : Eisenbrauns, 2004.
- Babel und Bibel 2: Memoriae Igor M. Diakonoff. Annual of Ancient Near Eastern, Old Testament, and Semitic Studies / Рук.: L. Kogan. Winona Lake : Eisenbrauns, 2005.
- Babel und Bibel 3 / Ed. by L. Kogan. Eisenbrauns, 2007.
- Лезов С. В., Коган Л. Е., Лявданский А. К., Маркина Е. В. Языки мира. Семитские языки. Аккадский язык. Северозападносемитские языки = Семитские языки / Российская акад. наук, Ин-т языкознания ; [редкол.: А. Г. Белова и др.]. - Москва : Academia, 2009. - 825, [11] с. : карт., табл.; 24 см.; ISBN 978-5-87444-284-2 (в пер.)
- Institutionis Conditori: Илье Сергеевичу Смирнову / Сост.: Н. П. Гринцер, М. А. Русанов, Н. Ю. Чалисова, Л. Е. Коган, Г. С. Старостин. М. : Изд-во РГГУ, 2013.
- Naumkin V., Kogan L., Cherkashin D., al-Da'arhi I., al-Da'arhi A. Soqotri Texts in the Phonogrammarchiv of the Austrian Academy of Sciences. An Annotated Edition. Oxford : Oxford University Press, 2015.
- Наумкин В. В., Kogan L., Gumaan I., Issa A., Cherkashin D., Bulakh M., Vizirova E. Corpus of Soqotri Oral Literature Vol. 1. Leiden : Brill, 2015.
- Kogan L. Genealogical Classification of Semitic. The Lexical Isoglosses. Boston : De Gruyter, 2015.
- Kogan L., Bulakh M. The Arabic-Ethiopic Glossary by al-Malik al-Afḍal: An Annotated Edition with a Linguistic Introduction and a Lexical Index. Leiden : Brill, 2016.
- Naumkin V., Kogan L., Bulakh M., Cherkashin D., Vizirova E., Gumaan I., Issa A. Corpus of Soqotri Оral Literature. Vol. 2 (Т. 2) Vol. 2. Leiden : Brill, 2018.
- Naumkin V., Kogan L. Corpus of Soqotri Oral Literature. , 2019.
- The Third Millennium: Studies in Early Mesopotamia and Syria in Honor of Walter Sommerfeld and Manfred Krebernik / Отв. ред.: I. Arkhipov, L. Kogan, N. Koslova. Leiden : Brill, 2020.
- Etymological Dictionary of Akkadian. Volume One. Roots Beginning with P and B / Leonid Kogan, Manfred Krebernik, Oleg Linkohr, Olga Sęk, Rim Nurullin / Editor-in-chief: Kogan L. / Berlin , Boston : De Gruyter, 2020. p. 767/ ISBN 9781614513056, 1614513058

- Kogan L., Loesov S. Review of Sh. Izre'el & E. Cohen. Literary Old Babylonian, in: Babel und Bibel 2: Memoriae Igor M. Diakonoff. Annual of Ancient Near Eastern, Old Testament, and Semitic Studies / Рук.: L. Kogan. Winona Lake : Eisenbrauns, 2005. P. 743-772.
- Коган Л. Е., Лезов С. В. Аккадский язык // В кн.: Языки мира: Семитские языки. Аккадский язык. Северозападносемитские языки / Под общ. ред.: Л. Е. Коган, С. В. Лезов. Институт языкознания РАН, 2009. С. 113-178.
- Лезов С. В., Коган Л. Е. Древнееврейский язык // В кн.: Языки мира: Семитские языки. Аккадский язык. Северозападносемитские языки / Под общ. ред.: Л. Е. Коган, С. В. Лезов. Институт языкознания РАН, 2009.
- Коган Л. Е., Лезов С. В. Туройо // В кн.: Языки мира: Семитские языки. Аккадский язык. Северозападносемитские языки / Под общ. ред.: Л. Е. Коган, С. В. Лезов. Институт языкознания РАН, 2009. С. 751-805.
- Loesov S., Kogan L. Review of C. A. Ciancaglini. Iranian Loanwords in Syriac. Wiesbaden: Dr. Ludwig Reichert Verlag, 2008 (Beiträge zur Iranistik. Bd. 28). XLVII + 315 pp., in: Babel und Bibel 6: Annual of Ancient Near Eastern, Old Testament, and Semitic Studies. Winona Lake : Eisenbrauns, 2012. P. 575-586..
- Kogan L. Semitic Etymology in A Biblical Hebrew Lexicon: the Limits of Usefulness, in: Biblical Lexicology: Hebrew and Greek Semantics - Exegesis - Translation. Boston : De Gruyter, 2015. doi P. 83-120. doi
- Kogan L., Bulakh M. Soqotri, in: The Semitic Languages. Second Edition. L., NY : Routledge, 2019. doi Ch. 12. P. 280-320. doi

- Коган Л. Е. К проблеме варьирования корневого гласного в семитских первичных именах // Петербургское востоковедение. Выпуск 7. СПб.: Центр «Петербургское Востоковедение», 1995. С. 204—223.
- Kogan L. Ṭarafa’s She-camel and the Ark of the Covenant // Петербургское востоковедение. Выпуск 8. СПб.: Центр «Петербургское Востоковедение», 1996. С. 161—165.
- Коган Л. Е. Аккадские источники Саргоновской (Староаккадской) династии. I. Надписи Саргона Аккадского. // Вестник древней истории. 2014. № 3. С. 230-250.
- Коган Л. Е. Аккадские источники Саргоновской (Староаккадской) династии. II. Надписи Римуша. // Вестник древней истории. 2014. № 4. С. 219-256.
- Коган Л. Е., Нуруллин Р. М. Гильгамеш И.М. Дьяконова: попытка реставрации. Вступ. ст. Л.Е. Когана, пер. и комм. Р.М. Нуруллина. // Вестник древней истории. 2012. № 3. С. 191-232
- Naumkin V., Kogan L., Cherkashin D. Three Etiological Stories from Soqotra in Their Near Eastern Setting // Journal of Near Eastern studies. 2015. Vol. 2. No. 74. P. 289-299. doi
- Bulakh M., Kogan L. Towards a Comprehensive Edition of the Arabic-Ethiopic Glossary of al-Malik al-Afḍal. Part III: New Readings from the Third Sheet // Aethiopica. 2015. Vol. 18. P. 56-80. doi
- Naumkin V., Kogan L., Cherkashin D. Soqotri Lexical Archive: the 2011 Fieldwork Season // Zeitschrift der Deutschen Morgenlandischen Gesellschaft. 2015. Vol. 1. No. 165. P. 41-61.
- Коган Л. Е., Наумкин В. В. Исследования российских учёных в области сокотрийского языка и фольклора: 2010-2016 // Восток. Афро-Азиатские общества: история и современность. 2016. Т. 6. С. 120-131.
- Naumkin V., Kogan L., Cherkashin D. A Dialogue Between Man and God concerning Sacrifice // Archiv Orientalni. 2016. Vol. 2. No. 84. P. 1-19.

Книга Babel und Bibel 9: Selected Papers Presented at the 6th Biennial Meeting of the International association for Comparative Semitics / Ed. by L. Kogan, S. Loesov, N. Koslova, S. Tischenko. Winona Lake : Eisenbrauns, 2016.
- Наумкин В. В., Коган Л. Е. Исследования российских ученых в области сокотрийского языка и фольклора: 2010-2016 гг. // Восток. Афро-Азиатские общества: история и современность. 2016. № 6. С. 120-131.
- Berezkin Y., Cherkashin D., Kogan L., Naumkin V. Motifs of Soqotri Narratives: Towards a Comparative-Typological Analysis // AULA ORIENTALIS. 2016. Vol. 2. No. 34. P. 201-243.
- Naumkin V., Kogan L., Cherkashin D., Gumaan A., Issa A. Soqotri Lexical Archive: the 2012 Season. // Zeitschrift der Deutschen Morgenlandischen Gesellschaft. 2016. Vol. 1. No. 166. P. 57-80. doi
- Наумкин В. В., Bulakh M., Cherkashin D., Kogan L., Issa A., Gumaan I., Mohammad M. Studies in the Verbal Morphology of Soqotri II: Weak and Geminated Roots in the Basic Stem // Zeitschrift für Arabische Linguistik. 2016. Vol. 63. P. 19-60. doi
- Kogan Leonid, Bulakh M. On some poorly known or unrecognized verbal categories in Soqotri: 1905–2015 // Brill's Journal of Afroasiatic Languages and Linguistics. 2017. Vol. 9. No. 1-2. P. 73-105. doi
- Kogan L., Bulakh M., Cherkashin D., Наумкин В. В., Gumaan I., Issa A., Mohammad M. Studies in the Verbal Morphology of Soqotri III/1: The Second Stem // Zeitschrift für Arabische Linguistik. 2019. Vol. 69. No. I. P. 61-93. doi
- Cherkashin D., Kogan L., Наумкин В. В., Gumaan I., Issa A., Mohammad M., Bulakh M.Studies in the Verbal Morphology of Soqotri III/2: a List of Sound and Weak Verbs Belonging to Second Stem in Soqotri // Zeitschrift für Arabische Linguistik. 2019. Vol. 70. P. 73-91. doi
- Kogan L., Cherkashin D. ‘The Lord’: An Apology for the Muslim Faith from the Island of Soqotra // Journal of Semitic Studies. 2019. Vol. 64. No. 2. P. 535-563. doi
- Kogan L. Additions and Corrections to Wolf Leslau’s Comparative Dictionary of Ge‘ez (1987–2017) // Journal of the American Oriental Society. American Oriental Society. 2019. Vol. 139. No. 4. P. 893-906. doi
- Markina E., Kogan L. Language and Administration in a Recently Published Collection of Sargonic Documents // Zeitschrift der Deutschen Morgenlandischen Gesellschaft. 2019. Vol. 169. No. 2. P. 281-312. doi
- Наумкин В. В., Коган Л. Е. «И время всякой вещи под небом»: сокотрийский перевод третьей главы Екклесиаста и глагольное имя (масдар) в сокотрийском языке // Восточный курьер. 2020. № 3-4. С. 175-183.
- Коган Л. Е. Сокотрийские колыбельные // Ориенталистика. 2020. Т. 3. № 2. С. 443-456.
- Kogan L., Gintsburg S. Lulling Babies to Sleep in Soqotra: what can we learn from the Soqotri lullaby? // Folklore. 2021. Т. 132. № 4. С. 390-411.
- Коган Л. Е., Нуруллин Р.М. Староаккадское любовное заклинание MAD 5, 8. Вступительная статья, перевод и комментарий Л. Е. Когана (Москва/Санкт-Петербург), Р. М. Нуруллина (Москва) // Вестник древней истории. 2021. Т. 81. № 4. С. 1073-1105.
- Наумкин В. В., Коган Л. Е. Сокотрийская народная поэзия: вечное возвращение // Антропология и этнология: современный взгляд / отв. ред. Головнёв А.В., Гучинова Э.-Б.М. М.: Политическая энциклопедия, 2021. С. 522-535
- V. Naumkin, L. Kogan. Soqotri Lexical Archive: the 2013 Fieldwork Season // Zeitschrift der Deutschen Morgenlänsichen Gesellschaf. 2022. No. 171. Pp. 254–282
- Наумкин В. В., Коган Л. Е., Колоскова Е. М. К созданию антологии сокотрийских волшебных сказок в русском переводе // Ориенталистика. 2022. Т. 5. №1. С. 80-106

- АККА́ДСКИЙ ЯЗЫ́К : [арх. 15 декабря 2022] / Л. Е. Коган // Большая российская энциклопедия : [в 35 т.] / гл. ред. Ю. С. Осипов. — М. : Большая российская энциклопедия, 2004—2017.
- ГЕЭ́З : [арх. 15 декабря 2022] / Л. Е. Коган // Большая российская энциклопедия : [в 35 т.] / гл. ред. Ю. С. Осипов. — М. : Большая российская энциклопедия, 2004—2017.
- ДРЕВНЕЕВРЕ́ЙСКИЙ ЯЗЫ́К : [арх. 15 декабря 2022] / Л. Е. Коган // Большая российская энциклопедия : [в 35 т.] / гл. ред. Ю. С. Осипов. — М. : Большая российская энциклопедия, 2004—2017.
- СЕМИТОЛО́ГИЯ : [арх. 20 августа 2022] / И. М. Дьяконов, Л. Е. Коган // Большая российская энциклопедия : [в 35 т.] / гл. ред. Ю. С. Осипов. — М. : Большая российская энциклопедия, 2004—2017.
- СЕМИ́ТСКИЕ ЯЗЫКИ́ : [арх. 31 октября 2022] / И. М. Дьяконов, Л. Е. Коган // Большая российская энциклопедия : [в 35 т.] / гл. ред. Ю. С. Осипов. — М. : Большая российская энциклопедия, 2004—2017.

- А. А. Турилов, Л. Е. Коган, А. Ю. Никифорова, Л. Джгамая. Акростих // Православная энциклопедия. — М., 2000. — Т. I : А — Алексий Студит. — С. 403—407. — 752 с. — 40 000 экз. — ISBN 5-89572-006-4.